# Tilfældets rapsodi
|  | Denne artikel er oprettet af botten PalnaBot ud fra en ekstern database. Den kan derfor have sproglige fejl eller mangler. Denne skabelon kan fjernes efter kontrol af indholdet. |

Tilfældets rapsodi er en dansk kortfilm fra 2000 skrevet og instrueret af Tom Vilhelm Jensen.

## Handling
Arkitekten Johan bruger al sin tid på sit arbejde. Da hans gravide kone, Marie, får veer og forsøger at ringe til ham på jobbet, er han optaget af noget andet. Personen, Tilfældet, dukker op på Johans kontor og fortæller ham, at der er ved at ske en ulykke. Johan styrter hjem og når lige at se sin kone få naboens potteplante i hovedet. Johan beder Tilfældet om at få muligheden for at gøre dagen om - ændre på begivenhederne. Men kan man det ?